# Möbiusfunctie
De klassieke  möbiusfunctie {\displaystyle \mu } is een belangrijke multiplicatieve functie in getaltheorie en combinatoriek. De functie is genoemd naar de Duitse wiskundige August Ferdinand Möbius (1790-1868), door wie deze functie werd geïntroduceerd in 1831.

## Definitie
De möbiusfunctie {\displaystyle \mu (n)} is gedefinieerd voor alle strikt positieve natuurlijke getallen {\displaystyle n} en kan waardes aannemen in {−1, 0, 1} afhankelijk van de factorisatie van {\displaystyle n} in priemfactoren. De functie is als volgt gedefinieerd:
- {\displaystyle \mu (n)=1} als {\displaystyle n} een positief kwadraatvrij geheel getal is met een even aantal verschillende priemfactoren.
- {\displaystyle \mu (n)=-1} als {\displaystyle n} een positief kwadraatvrij geheel getal is met een oneven aantal verschillende priemfactoren.
- {\displaystyle \mu (n)=0} als {\displaystyle n} niet kwadraatvrij is.

Dit impliceert dat 
- {\displaystyle \mu (1)=1} (0 priemfactoren, 1 telt zelf niet mee)
- {\displaystyle \mu (2)=-1} (1 priemfactor: 2)
- {\displaystyle \mu (3)=-1} (1 priemfactor: 3)
- {\displaystyle \mu (4)=0} (kwadraat)
- {\displaystyle \mu (5)=-1} (1 priemfactor: 5)
- {\displaystyle \mu (6)=1} (2 priemfactoren: 2 en 3)
- {\displaystyle \mu (7)=-1} (1 priemfactor: 7)
- {\displaystyle \mu (8)=0} (2x kwadraat, 2x4)
- {\displaystyle \mu (9)=0} (kwadraat)

De eerste 50 functiewaarden staan in deze grafiek: